# RIO (umowa)
Umowa RIO (ang. Reference Interconnection Offer) - Ramowa oferta o dostępie telekomunikacyjnym w zakresie połączenia sieci, inaczej oferta ramowa łączenia sieci zwana również konstytucją rynku telekomunikacyjnego.